# Карпенко Марія Іванівна
Марія Іванівна Карпенко (нар. 1932, тепер Луганська область — ?) — українська радянська діячка, доярка колгоспу «Прогрес» Сватівського району Луганської області. Депутат Верховної Ради СРСР 7-го скликання.

## Біографія
Народилася в селянській родині. Освіта початкова.
У 1947—1952 роках — колгоспниця колгоспу «20 років Жовтня» села Маньківки Сватівського району Луганської області
З 1952 року — доярка колгоспу «Прогрес» села Мілуватки Сватівського району Луганської області.